# ماريون رايس هارت
ماريون رايس هارت (بالإنجليزية: Marion Rice Hart) هي كاتِبة أمريكية، ولدت في 10 أكتوبر 1891 في لندن في المملكة المتحدة، وتوفيت في 2 يوليو 1990 في بيركيلي في الولايات المتحدة.